# Ministère des Postes, Télécommunications et Nouvelles technologies de l'information et de la communication
Le ministère des Postes, Télécommunications et Nouvelles technologies de l'information et de la communication (abrégé PTNTIC) était un ministère du gouvernement de la République démocratique du Congo chargé de la gestion des télécommunications, des postes et du développement des technologies de l'information et de la communication (TIC).

## Missions
Le ministère avait pour missions principales :
- La gestion des réseaux, infrastructures et systèmes de télécommunications.
- Le développement des services numériques au sein de l'administration publique.
- L'encadrement des opérateurs TIC et des entreprises du secteur.
- La promotion de l'accès à Internet à haut débit.

## Historique
Ce ministère a existé sous différentes formes jusqu'à sa fusion en mai 2024 avec le Ministère du Numérique (RDC), donnant naissance au Ministère des Postes, Télécommunications et Numérique (RDC) dans le cadre de la formation du gouvernement dirigé par la Première ministre Judith Suminwa.

## Ministres
- Emery Okundji (2017–2019)
- Augustin Kibassa Maliba (2019–2024)